# 제20회 유럽 영화상
제20회 유럽 영화상은 2007년 12월 1일에 열린 시상식이다.

## 수상 및 후보

### 유러피안 작품상
- 4개월, 3주... 그리고 2일 - 크리스티안 문주 수상
- 천국의 가장자리 - 파티 아킨
- 라 비 앙 로즈 - 올리비에 다한
- 페르세폴리스 - 뱅상 파로노드
- 더 퀸 - 스티븐 프리어스
- 라스트 킹 - 케빈 맥도널드

### 유러피안 디스커버리상
- 악단의 방문 - 에란 콜리린
- 컨트롤 - 안톤 코르빈
- 맞수 - 얀 보니
- 타크바 - 오제르 키질탄

### 유러피안 감독상
- 4개월, 3주... 그리고 2일 - 크리스티안 문주 수상
- 천국의 가장자리 - 파티 아킨
- 유, 더 리빙 - 로이 앤더슨
- 더 퀸 - 스티븐 프리어스
- 언노운 우먼 - 쥬세페 토르나토레

### 유러피안 여우주연상
- 더 퀸 - 헬렌 미렌 수상
- 라 비 앙 로즈 - 마리옹 꼬띠아르
- 이리나 팜 - 마리안느 페이스풀
- 블랙북 - 캐리스 밴 허슨
- 4개월, 3주... 그리고 2일 - 아나마리아 마린차
- 언노운 우먼 - 크세니야 라포포트

### 유러피안 남우주연상
- 악단의 방문 - 새슨 가바이 수상
- 형은 외아들 - 엘리오 게르마노
- 라스트 킹 - 제임스 맥어보이
- 이리나 팜 - 미키 마뇰로비치
- 세브린느, 38년 후 - 미셀 피콜리
- 향수 - 벤 위쇼

### 유러피안 각본상
- 천국의 가장자리 - 파티 아킨 수상
- 악단의 방문 - 에란 콜리린
- 더 퀸 - 피터 모건
- 4개월, 3주... 그리고 2일 - 크리스티안 문주

### 유러피안 촬영상
- 향수 - 프랭크 그리브 수상
- 라스트 킹 - 안소니 도드 먼틀
- 추방 - Mikhail Krichman
- 언노운 우먼 - 파비오 자마리온

### 유러피안 음악상
- 더 퀸 - 알렉상드르 데스플라 수상
- 라스트 킹 - 알렉스 헤피스
- 구카! - Dejan Pejovic
- 향수 - 톰 티크베어

### 유럽영화아카데미 예술공헌상
- 향수 - 울리 하니쉬 수상
- 포 미니츠 - 앙떼 포크 외 3명
- 라 비 앙 로즈 - Didier Lavergne
- 알라트리스테 - Francesca Sartori
- 더 퀸 - 루시아 저체티

### 유럽영화아카데미 평생공로상
- 장 뤽 고다르 수상

### 유럽영화아카데미 비평상
- 마음 - 알랭 레네 수상

### 유럽영화아카데미 다큐멘터리상
- 종이는 불씨를 감쌀 수 없다 - 리티 판 수상
- 투 더 리미트 - 페페 단쿠아르트
- BELARUSIAN WALTZ - Andrzej Fidyk
- 포에버 - 헤디 허니그만
- 고향의 메아리 - 스테판 슈비에테트
- 나인 스타 호텔 - 이도 하르
- Meragel Ha-Shampaniya - 나다브 쉬르만
- Where is the Love in the Palmgrove? - Jerome Le Maire
- 알바니아식 이혼 - 아델라 피바
- 모너스터리 - 페르닐레 로제 그론자에르
- 적응 - 이안 맥킨넌

### 유러피안 월드 시네마상
- 마이클 볼하우스 수상

### 관객상
- 언노운 우먼 - 쥬세페 토르나토레 수상
- 뉴욕에서 온 남자, 파리에서 온 여자 - 줄리 델피
- 그때 거기 있었습니까? - 코르넬리우 포룸보이우
- 알라트리스테 - 어거스틴 디아즈 야네스
- 블랙북 - 폴 버호벤
- 나는 영국 왕을 섬겼다 - 이리 멘젤
- 라스트 킹 - 케빈 맥도널드
- 향수 - 톰 티크베어
- 더 퀸 - 스티븐 프리어스
- 리프라이즈 - 요아킴 트리에
- 라 비 앙 로즈 - 올리비에 다한

### 올해의 유러피안 공로상
- 마뇰 드 올리베이라 수상

### 유럽영화아카데미 단편영화-UI
- Kwiz - Renaud Callebaut
- 만찬 - 세실 베르낭
- 아민 - 데이빗 듀사
- 로튼 애플 - 라릿자 페트로바
- 꿈과 욕망 - 가족의 끈 - 조안나 퀸
- 데드 - 다니엘 멀로이
- 토미 - 올레 지아에베르
- Plot Point - 니콜라스 프로보스트
- 소프트 - 사이몬 엘리스
- 도쿄 잼 - 제이미 라픈
- ALUMBRAMIENTO - Eduardo Chapero-Jackson
- 살바도르 - 압델라티프 휘다르